# Cash mob
Một đám đông tiền mặt hay cash mob là một nhóm người tập hợp tại một doanh nghiệp địa phương để mua hàng. Mục đích của các mob này là hỗ trợ cả doanh nghiệp địa phương và cộng đồng nói chung. Họ cũng có thể phục vụ một mục đích thứ yếu trong việc cung cấp các cơ hội xã hội. Chúng là một dạng flash mob, và được lấy cảm hứng từ chúng. Đám đông tiền mặt có liên quan đến đám đông cà rốt, nơi hỗ trợ các công ty cho các hành động đạo đức, chủ yếu là vì môi trường.
Đám đông tiền mặt đôi khi cũng huy động để gây quỹ vì một lý do, như trong trường hợp đám đông tiền mặt xuất hiện trong Tổ chức kế hoạch hóa gia đình ở Portland, Maine vào tháng 10 năm 2012, tăng 2.000 đô la trong vài phút.

## Lịch sử
Theo báo cáo của Public Radio International, ý tưởng về một đám đông tiền mặt lần đầu tiên được bắt đầu bởi Chris Smith, một blogger và kỹ sư từ Buffalo, New York, vào tháng 8 năm 2011 tại một cửa hàng rượu ở Buffalo. Ông đã tổ chức hơn 100 người để mua các mặt hàng từ City Wine Merchant vào ngày 5 tháng 8. Smith mô tả đám đông là một "Groupon ngược" nhằm tạo ra "cơ hội cho các chủ doanh nghiệp bắt đầu xây dựng mối quan hệ lâu dài hơn với khách hàng".
Một nhóm người sống ở Cleveland, tự xưng là người khởi xướng thuật ngữ và sự kiện. Sự kiện đám đông tiền mặt đầu tiên của họ được bắt đầu vào ngày 16 tháng 11, nơi họ tập trung khoảng 40 người đến mua sắm tại một hiệu sách địa phương. Sau sự kiện, nhóm tạo một blog để phổ biến ý tưởng, dẫn đến các đám đông tiền mặt khác được bắt đầu ở các thành phố khác. Nhóm từ Cleveland đã tuyên bố rằng, sau khi ý tưởng về đám đông tiền mặt bắt đầu được chọn bởi các nhóm chiếm lấy Phố Wall, đám đông tiền mặt không có nghĩa là "một tổ chức chính trị hoặc xã hội  ... Hoặc có nghĩa là một câu trả lời cho khủng hoảng kinh tế. " 
Sau khi khái niệm này được bắt đầu nói chung, sự phổ biến của đám đông tiền mặt bắt đầu lan rộng qua các trang web như Facebook và Twitter, cuối cùng dẫn đến việc đám đông tiền mặt được hình thành ở hơn 32 tiểu bang và Canada. Các đài phát thanh địa phương cũng đã thấy các nhà tổ chứcđám đông tiền mặt sử dụng rộng rãi để thông báo cho những người khác.
Một trong những blog đám đông tiền mặt sớm nhất đã tạo ra một danh sách "Quy tắc đám đông" tư vấn cách phối hợp giữa các đám đông tiền mặt khác. Những quy tắc này bao gồm "chọn cửa hàng thuộc sở hữu của địa phương  ... nhận được sự chấp thuận từ các chủ cửa hàng và thiết lập cam kết chi tiêu $ 20 mỗi người. " Các quy tắc khác bao gồm có đám đông tụ tập gần một quán bar hoặc nhà hàng địa phương mà nhóm có thể tham dự sau sự kiện mua sắm.

## Địa điểm
Các nhóm đám đông tiền mặt đã được bắt đầu ở một số thành phố khác nhau: 
- Adrian, Ohio[12]
- Ann Arbor, Michigan[13]
- Arcata, California[14]
- Atlanta[15]
- Austin, Texas[16]
- Bellport, New York[17]
- Blacksburg, Virginia[18]
- Buffalo, New York[5]
- Carbondale, Colorado[19]
- Charlottesville, Virginia www.cashmobcville.com
- Chilliwack, British Columbia facebook.com/CashMobChilliwack
- Cleveland Heights, Ohio[20]
- Colleyville, Texas[21]
- Coldwater, Michigan[22]
- Columbia, South Carolina[16]
- Detroit[23]
- Eugene, Oregon[24]
- Elmira, New York[25]
- Elyria, Ohio[26]
- Flint, Michigan
- Fort Myers, Florida [27]
- Folsom, California[28]
- Fort Smith, Arkansas[29]
- Franklin, North Carolina[30]
- Gaylord, Michigan[31]
- Halifax, Nova Scotia[32]
- Hamilton Township (Mercer), New Jersey[33]
- Hampton, New York[34]
- Hayward, California[35]
- Holliston, Massachusetts
- Hutchinson, Kansas[36]
- Independence, Ohio[37]
- Ithaca, New York[38]
- Kansas City, Missouri[39]
- Kingwood, Texas[40]
- Knoxville, Tennessee[41]
- Lompoc, California[7]
- Levittown, New York[7][42]
- Long Beach, California[43]
- Loveland, Colorado[44]
- Mansfield, Texas[45]
- Montpelier, Vermont[46]
- Muskegon, Michigan[6]
- Norman, Oklahoma[6]
- Oakland, California[6]
- Ohio City, Ohio[20]
- Richmond, Virginia[47]
- San Antonio, Texas[48]
- San Diego[49]
- Scranton, Pennsylvania[50]
- Spring Arbor, Michigan[51]
- Topeka, Kansas[52]
- Tremont, Ohio[20]
- Warwick, Rhode Island[16]
- Wilmington, North Carolina[53]
- Windsor, Ontario[54]
- Sarnia, Ontario[55]
- St. Albert, Alberta[56]

 Phòng Thương mại ở Huntington, New York đã hỗ trợ việc tạo ra một đám đông tiền mặt, biến nó thành một "sự kiện hàng tháng để hỗ trợ các doanh nghiệp địa phương và gây chú ý đến khu vực này như một điểm đến bán lẻ". Các thành viên của phòng cho biết, sau địa điểm đầu tiên, những người trong tương lai sẽ được chọn thông qua xổ số và những người tham gia sẽ "được giảm giá 20% và đồ giải khát sẽ được phục vụ", nhưng dự kiến sẽ chi hơn 20 đô la.
The Cash Mob ở St. Albert, Alberta, Canada, được tổ chức bởi Heidi Fedoruk từ Vật lý trị liệu hàng đầu và đã hoạt động từ tháng 9 năm 2012. Họ đã di chuyển 33 doanh nghiệp địa phương, trung bình 60 người mỗi tối, với mức cao 122. Cô ấy đã giữ số liệu thống kê và họ đã tạo ra một kích thích hơn 100.000 đô la truyền vào nền kinh tế địa phương, hai mươi đô la một lần. Một doanh nghiệp đã có doanh số 3400 đô la trong một giờ, điều mà họ chưa từng làm trước đây trong một tuần. Albert Cash Mob thường xuyên được đăng trên các tờ báo địa phương https://web.archive.org/web/20140827154824/http://www.stalbertleader.com/cashmob/ cũng như truyền hình bao gồm liên kết này tới http: / /edmont.ctvnews.ca/video?clipId=382812&playlistId=1.1872088&binId=1.1203428&playlistPageNum=1 Lưu trữ ngày 6 tháng 3 năm 2019 tại Wayback Machine
Ở Levittown, New York, một đám đông tiền mặt cho một chủ cửa hàng văn phòng phẩm địa phương đã được dựng thành một bộ phim tài liệu ngắn, Cash Mob cho Avi, và được chọn vào Liên hoan phim Big Apple năm 2014.